# Aéroport de Jérémie
L'aéroport de Jérémie (code IATA : JEE • code OACI : MTJE) se situe à côté de la ville d'Haïti de Jérémie, chef-lieu du département de Grand'Anse. Après d'importants travaux en 2020, il devient le troisième aéroport international du pays.

## Situation
| Cayes Cap-Haïtien Jacmel Jérémie Port-de-Paix Port-au-Prince |